# 香港導遊與安徽旅客爭執事件
香港導遊與安徽旅客爭執事件是2011年2月5日（農曆大年初三）一個由安徽到香港的旅行團中，香港導遊林如蓉在解釋購物安排時，和安徽旅客張勇、柴化芳發生爭執，期間涉嫌發生打鬥的事件。三人同告受傷，被警方拘捕，其後獲撤銷在公共地方打架罪。事件引起廣泛關注，林如蓉與2010年香港導遊辱罵大陸旅客事件的主角李巧珍相提並論，後來張勇夫婦主動要求賠償一事曝光，亦令公眾關注中國大陸港澳遊衍生的「旅霸」問題。

## 事件經過
2011年2月5日，大年初三，上午八時時許，友佳旅遊導遊林如蓉帶團友先後到香港紅磡民樂街一間珠寶店及土瓜灣道一鐘錶珠寶店購物。來自安徽的團友張勇稱，上午十一時旅客返回旅遊巴準備吃午餐，林如蓉不滿團友在店內只看不買，辱罵旅客：「你們都是窮人，帶方便麵來吃的，你們消費不起。你們這幾天不開心，這一年都不會開心。」並得到其家人和應，指林如蓉罵遊客是狗，「亂七八糟」。張勇稱他擬上前和林如蓉理論，期間兩人互扯，張勇妻子及大陸領隊介入，四人扭作一團，同告被打受傷。
警方接報到場，將四人拘捕，並送四人到伊利沙伯醫院驗傷，再被帶返警署調查。其中大陸領隊當晚獲釋，其餘三人被控在公共地方打架罪。張勇翌日突然主動向傳媒表示，和導遊爭執出於溝通問題，誤會已經消除。

## 法院判決
導遊林如蓉及張勇夫婦二人，同被控在公眾地方打鬥罪，2011年2月7日於九龍城裁判法院提堂，案情指，林如蓉在紅磡新碼頭街38號近7153B號停車位，和大陸旅客張勇及其妻柴化芳爭執，林如蓉拉扯張勇衣領，其後被張勇推開，其妻介入後三人糾纏，造成林如蓉頭部感痛楚、右臉受傷，張勇左頸輕微擦傷，柴化芳右臉見紅。三人否認控罪，但獲控方不提證供起訴，裁判官同意撤銷三人控罪，判三人各自簽一千元及守行為一年，期間不得干犯有關暴力或威嚇相關罪行，即一年過後不會留有案底。

## 旅行社作出巨額「賠償」
林如蓉與張勇一家疑因購物問題發生肢體衝突後，事隔一日原本滿面受委屈的張勇，態度突然一百八十度轉變，向外聲稱是誤會一場，及至法院撤銷三人控罪後，張氏夫婦一直拒絕記者追訪，並迅速離開香港返回合肥。 
友佳旅遊（香港）負責人郭偉明於2月10日出席電台訪問節目，間接承認曾向與本地導遊林如蓉「火併」的內地旅客張勇作出賠償，又指因受旅遊業議會的壓力，想息事寧人；有消息指張勇收了十二萬元「掩口費」──張勇曾一度向友佳要求高達七十萬港元賠償予其五口家庭，最終還價至十二萬「成交」。

## 張勇疑施襲後誣告及恐嚇導遊
2月19日，香港蘋果日報以頭條報道林如蓉打破兩星期的沉默，報道引林之憶述︰在行程第一日張勇已說「要玩到底」，隨後並作出多項難以滿足的要求；張勇一家人一度拒絕下車購物，聲稱：「香港沒有我們中國，香港吃屎吧！」，說阿蓉她「掙不到錢狗急跳牆」，並發惡暗罵阿蓉為妓女；雙方於車上發生口角後，林轉身欲走到車頭，轉身一看就見張站在面前，原來他已從後排座位衝上來揮拳打中林的頭部，林如蓉聲稱衝突中受到張勇夫婦及其小姨辱罵和施襲都沒還手，腰部更被抓傷的一道四吋長血痕至今未褪。
而張勇在警署等候落口供時更出言恐嚇阿蓉：「我叔跟我姑在安徽淮南司法機構工作，我們在深圳認識一些人，我有辦法在深圳弄死你！」由於生命受威脅，又恐怕打官司會影響年幼子女前途，又擔心張的子女會因為父親惹官非而無人照顧，她才選擇息事寧人。事隔兩周她仍氣憤難平，並表示自己從來沒有強逼遊客購物，自己也不是所謂的「刀手」，堅稱自己沒做錯，並謂寧可轉行也不會道歉。報道亦揭露近年港澳兩地接連發生導遊與內地旅客爭執，甚至有旅客向導遊動粗，有香港導遊指出內地旅客氣燄日盛，皆因他們認為「香港經濟不景，我們 (大陸客) 來 (香港) 旅行是幫你們 (香港人) 呀！」。

## 影響

### 損害香港旅遊業聲譽
在大陸，中國中央電視台及部分省市電視台都有報道事件，中央電視台以「旅遊醜聞」為題，指香港出現導遊毆打旅客事件，令香港購物天堂的形象蒙羞。香港旅遊業議會亦因此被批評，去年七月導遊李巧珍辱罵旅客事件後推出的十項規管業界措施不彰，相關措施推出僅五日便發生事件。香港商務及經濟發展局長劉吳惠蘭表示，措施僅僅推出幾天，成效需時觀察，又指同類事件一宗也嫌多，港府會檢討規管旅遊業界的架構及機制。

### 衍生「旅霸」問題
香港《壹週刊》及《蘋果日報》取得內地旅客張勇親手寫的和解協議書，並發現自稱是受害人的張勇原來是惡客一名，過程中不斷苛索金錢，以圖逼旅行社息事寧人。張勇收錢後立即返回大陸，記者尋遍不獲。有律師指「以錢解決問題」有機會涉及妨礙司法公正，同時亦令旅遊業界掀起另一場恐慌，從業員皆擔心引發「旅霸」藉機鬧事詐取賠償。
對於張勇從旅行社獲得十二萬「賠償」，一般市民均感到嘩然，同時對林如蓉的遭遇表示同情，有香港導遊亦質疑身高一米六的阿蓉不大可能會主動打一米七的張勇，而同團團友也表示阿蓉未有強迫購物，「阿蓉受了委屈，全港導遊都會撐佢(支持她)，希望還阿蓉一個公道。這個惡旅客居然有獲金錢賠償，他已經成為『旅霸』的樣辦啦！」。 
香港（內地入境團）導遊總工會主席謝北拱稱，保障導遊的問題值得正視。但自阿珍事件後，已預期有「旅霸」出現，過往旅客多投訴安排購物時間過長，及後旅客事無大小都投訴，利用機制增加索償的談判籌碼，甚至導遊未講解，旅客已用手機近身拍照錄影，向導遊施下馬威。加上內地一面倒的報道，更影響香港旅遊形象。
有評論更將是次事件形容為類似「碰瓷兒」藉機詐財，意指騙徒藉機發生碰撞而摔壞假瓷器，要求他人以真瓷器賠償。例如，故意和機動車輛相撞，騙取賠償等等。

## 資料來源
1. ↑  . 蘋果日報. 2011年2月6日  [2011年2月10日]. （原始内容存档于2011年8月25日）. （页面存档备份，存于）
2. ↑  . 商台. 2011年2月6日.[]
3. ↑  . 明報. 2011年2月8日. （原始内容存档于2011年2月11日）. （页面存档备份，存于）
4. ↑  . 文匯報. 2011年2月10日  [2011年2月21日]. （原始内容存档于2011年2月13日）. （页面存档备份，存于）
5. ↑  . 蘋果日報. 2011年2月19日  [2011年2月19日]. （原始内容存档于2011年8月21日）. （页面存档备份，存于）
6. ↑  . 蘋果日報. 2011年2月19日  [2011年2月19日]. （原始内容存档于2011年8月25日）. （页面存档备份，存于）
7. ↑  . 中央電視台. 2011年2月6日  [2011年2月10日]. （原始内容存档于2016年3月4日）. （页面存档备份，存于）
8. ↑  . 蘋果日報. 2011年2月19日  [2011年2月21日]. （原始内容存档于2011年8月24日）. （页面存档备份，存于）
9. ↑  . 蘋果日報. 2011年2月20日  [2011年2月22日]. （原始内容存档于2011年8月21日）. （页面存档备份，存于）
10. ↑  . 太陽報. 2011年2月11日  [2011年2月19日]. （原始内容存档于2016年3月5日）. （页面存档备份，存于）
11. ↑  中國「旅霸」漚客，海外的「碰瓷兒」！ （页面存档备份，存于）台灣維新影子政府 雲端行者 2011/2/17